# Pontoscolex corethrurus
Espèce
Synonymes
- Eurydame insignis Kinberg, 1867[2]
- Lumbricus corethrurus Müller, 1857 - protonyme[3] [2]
- Pontoscolex arenicola Schmarda, 1861[2]
- Pontoscolex hawaiensis Beddard, 1896[3]
- Pontoscolex insignis (Kinberg, 1867)[2]
- Pontoscolex lilljeborgi Eisen, 1896[2]
- Pontoscolex mexicanus Eisen, 1896[3]
- Urochaeta australiensis Beddard, 1891[3]
- Urochaeta dubia Horst, 1885[3]
- Urochaeta hystrix Perrier, 1872[3]

Pontoscolex corethrurus est une espèce de ver de terre tropical.

## Description
Son corps, non pigmenté, comporte de 167 à 222 segments. Il mesure de 5 à 10 cm de long et 3 à 4 mm de diamètre. Il pèse de 0,4 à 3,5 mg. Il présente une zone gonflée et richement vascularisée, de 5 à 6 segments, et de larges soies en forme de crochets sur la partie postérieure du corps. Ses cocons pèsent de 20 à 40 mg.

## Distribution
Pontosoclex corethrurus a une distribution circumtropicale, incluant des îles comme Hawaï et des zones subtropicales comme la Floride. Il semble originaire du bouclier des Guyanes, en Amérique du Sud. Sa propagation dans l'intégralité de la zone tropicale semble être liée à une introduction involontaire par les activités humaines (transfert de plantes ou de sol, transport des cocons sur les outils ou les chaussures souillés), et il semble favorisé par les perturbations anthropiques. Il est particulièrement présent dans les sols de prairie et les sols cultivés mais peut parfois être présent dans les sols de forêts primaires.

## Liste des sous-espèces
Selon World Register of Marine Species (29 juillet 2019) :
- sous-espèce Pontoscolex corethrurus mexicanus Eisen, 1896

## Biologie et écologie
C'est un ver de terre géophage endogée. Il tolère une grande diversité de textures de sol et de niveaux d'humidité. Il présente une stratégie de type r, et peut se reproduire à la fois par reproduction sexuée et par parthénogénèse. La reproduction nécessite des températures comprises entre 23 et 27 °C. Les cocons incubent de 20 à 40 jours avant éclosion. Sa capacité de colonisation pourrait être liée à sa capacité à occuper des niches écologiques vides plutôt qu'à ses capacités compétitives vis-à-vis des espèces natives.

## Effets sur le fonctionnement des écosystèmes
Il fait partie des vers de terre à effet compactant sur les sols, mais peut significativement améliorer la biomasse végétale et la capacité de plantes en termes de phytoremédiation, dans un sol contaminé par le plomb par exemple, où sa présence a pour effet d'accroître l'absorption de plomb par la plante et sa biomasse (aérienne et racinaire), le ver augmentant le taux de matière organique du sol, sa capacité d'échange cationique et sa teneur en azote total, et le potassium total et biodisponible. Il dope l'activité enzymatique de la rhizosphère, probablement en lien avec les communautés microbiennes du sol (bactéries et champignons notamment), qu'il favorise dans les agrégats racinaires. Selon Thi My Dung Huynh : « l'association de ces deux organismes aurait donc un potentiel considérable pour le traitement de sites industriels pollués au plomb ».

## Utilisation
Pontoscolex corethrurus est fréquemment utilisé comme organisme modèle pour étudier l'effet des vers de terre tropicaux sur le fonctionnement des sols ou dans les tests d'écotoxicité.